# Bruchophagus chauceri
Bruchophagus chauceri är en stekelart som först beskrevs av Girault 1935.  Bruchophagus chauceri ingår i släktet Bruchophagus och familjen kragglanssteklar. Inga underarter finns listade.